# 七日の王妃
『七日の王妃』（なのかのおうひ、朝: 7일의 왕비、英: Queen for Seven Days）は、2017年5月31日から8月3日にKBS2で放送された大韓民国のテレビドラマである。全20話。

## ストーリー
朝鮮史上在位最短の7日で廃位された王妃・端敬王后(タンギョンワンフ)と李氏朝鮮第11代王中宗の切ない愛を描く宮廷ロマンスラブストーリー。
1495年、朝鮮9代王成宗は、朝鮮第10代王燕山君に「弟晋城大君(チンソンテグン)（ヨン・ウジン 子役：ペク・スンファ)が成人したら、王位を譲れ」と遺言を残していた。チェギョン（パク・ミニョン 子役：パク・シウン）は、晋城大君と将来の結婚を誓っていた。そして10年後、晋城大君とチェギョンは、結婚するのだが、やがて王位をめぐる戦いに2人は巻き込まれていく。

## キャスト・スタッフ

### 主要人物
- シン・チェギョン：パク・ミニョン（子役:パク・シウン）

慎守勤(シン･スグン)の娘で、後の端敬王后。町中でヨクと出会い恋に落ちる。偶然出会ったユンとも国王とは知らず親しくなる。
- イ・ヨク/晋城大君：ヨン・ウジン（子役:ペク・スンファン）

後の李氏朝鮮第11代王中宗。いつも兄の燕山君から冷たい刃を向けられている。少年のときに偶然出会ったチェギョンに恋をし、結婚の約束をする。
- イ・ユン/燕山君：イ・ドンゴン（子役:アン・ドギュ）

李氏朝鮮第10代王。ヨクの異母兄。偶然出会ったチェギョンに心癒やされる。

### 王宮
- 慎守勤(シン･スグン)（朝鮮語版）：チャン・ヒョンソン

チェギョンの父。燕山君の忠臣。
- 任士洪(イム･サホン)（朝鮮語版）：カン・シニル

都承旨(トスンジ)。国王のユンと組んで、ヨクを排除しようとする策謀家。
- 張緑水(チャン･ノクス)：ソン・ウンソ

燕山君の後宮。イム･サホンと結託。
- 慈順大妃：ト・ジウォン

李氏朝鮮第9代王成宗の継室。ヨクの母。燕山君の継母。
- 王妃慎氏：ソン・ジイン

李氏朝鮮第10代王燕山君の正室。シン･スグンの妹でチェギョンの叔母。

### ヨクの周辺人物
- ソノ：ファン・チャンソン（子役:チェ・ミニョン）

ヨクの親友で弟分。秘密組織「タニシ」の一員。ヨクとチェギョンの数少ない理解者、
- ユン・ミョンヘ：コ・ボギョル（子役:パク・ソヨン）

ヨクの命を救った恩人。朴元宗(パク･ウォンジョン)の姪。秘密組織「タニシ」の一員。
- チョ・グァンオ：カン・ギヨン（子役:チョン･ユアン）

ヨクの親友。秘密組織「タニシ」の一員。
- ペク・ソクヒ：キム・ミンホ（子役:チョ・ビョンギュ）

ヨクの親友。秘密組織「タニシ」の一員。
- 朴元宗(パク･ウォンジョン)：パク・ウォンサン

副摠管（プチョングァン）。ミョンヘの叔父。後に晋城大君／中宗の側近になる。

### その他
- クォン氏：キム・ジョンヨン

チェギョンの生母。
- チェギョンの乳母：ヨム・ヘラン

生母に代わって育てる乳母。いつもチェギョンに振り回されている。
- 成宗：キム・ジョンハク

イ・ヨク/晋城大君と燕山君の亡父。
- 廃妃尹氏(ペビユンシ)：ウ・ヒジン

成宗の元妻で、燕山君の亡母。

### スタッフ
- 脚本：イ・ジョンソプ、ソン・ジウォン
- 演出：チェ・ジニョン
- 制作：KBS

## 日本での放送
日本では、KNTVやBS-TBSが字幕版のみ、テレビ東京が、字幕版と吹替版の二ヶ国語で放送された。
2022年4月10日、NHK BSプレミアムで吹替版が放送される。

### 日本語吹き替え
- シン・チェギョン：ブリドカットセーラ恵美
- 晋城大君/中宗：西健亮
- 燕山君：高橋英則